# Saint-Paul-de-Varces
Saint-Paul-de-Varces è un comune francese di 2 147 abitanti situato nel dipartimento dell'Isère della regione dell'Alvernia-Rodano-Alpi.

## Società

### Evoluzione demografica
Abitanti censiti